# Gösta Geerd
Gösta Vilhelm Oscar Geerd, född 3 juni 1907 i Åker Södermanlands län, död 1982, var en svensk målare, tecknare och illustratör. 
Han var son till kantorn Vilhelm Geerd och Maria Flodman och från 1940 gift med Saga Alice Andersson. Geerd studerade dekorationsmåleri för Filip Månsson vid Tekniska skolan i Stockholm samtidigt studerade han kortare perioder vid olika målarskolor i Stockholm, bland annat vid Wilhelmsons målarskola. Efter studierna begav han sig ut på studieresor till bland annat Estland, Tyskland, Nordafrika, Nederländerna och Frankrike. Separat ställde han ut i Strängnäs och Eskilstuna och han medverkade i en rad samlingsutställningar. Bland hans offentliga arbeten märks den dekorativa målningen Liv i Åkers Folkets hus och glasmosaiken När jag blir stor i Valsberga centralskola. Hans konst består av landskap och porträtt i olja men är i första hand känd för sina bokillustrationer i Min Skattkammare och för sina sagovykort utgivna av Sago-konst A.-B. i Stockholm. Han skrev 1944 revyn Troll och människor som uppfördes i Stockholm. Geerd är representerad vid Eskilstuna konstmuseum.

## Vykort (ett urval)
| - Vill du ha mig - Ack, den som var mänska - Blyga - Bröllopsnatt, nr 35 - Den underbara blomman - En stilla flirt - Familjeidyll - Följer du med - Go'morron - Gratulerar | - Jag spelar bara för dig - Kilowattjägare - Kovan är "knapp" - Luftslott - Längtan - Nyförlovade - Sista tanden - Susanna i badet - Svärmeri i månsken - Tack för ikväll | - Trollbroderi - Trollfången - Vem ska jag ta - Vill du ha mig? - Vin, kvinnor och sång, nr 36 - Välkommen hit - Älvdans - Fredmans sång nr 35. Om gubben Noach och hans fru. |